# Cratena peregrina
Cratena peregrina és una espècie de gastròpode nudibranqui de la família dels Facelinidae. És endèmica de la mar Mediterrània, però es pot trobar també a Dinamarca i el Mar del Nord, molt comuna fins als 30 metres de profunditat en fons rocosos, sovint caracteritzats pel corall, o entre la Posidonia oceanica. Pot arribar a ser molt abundant en algunes zones.

## Galeria

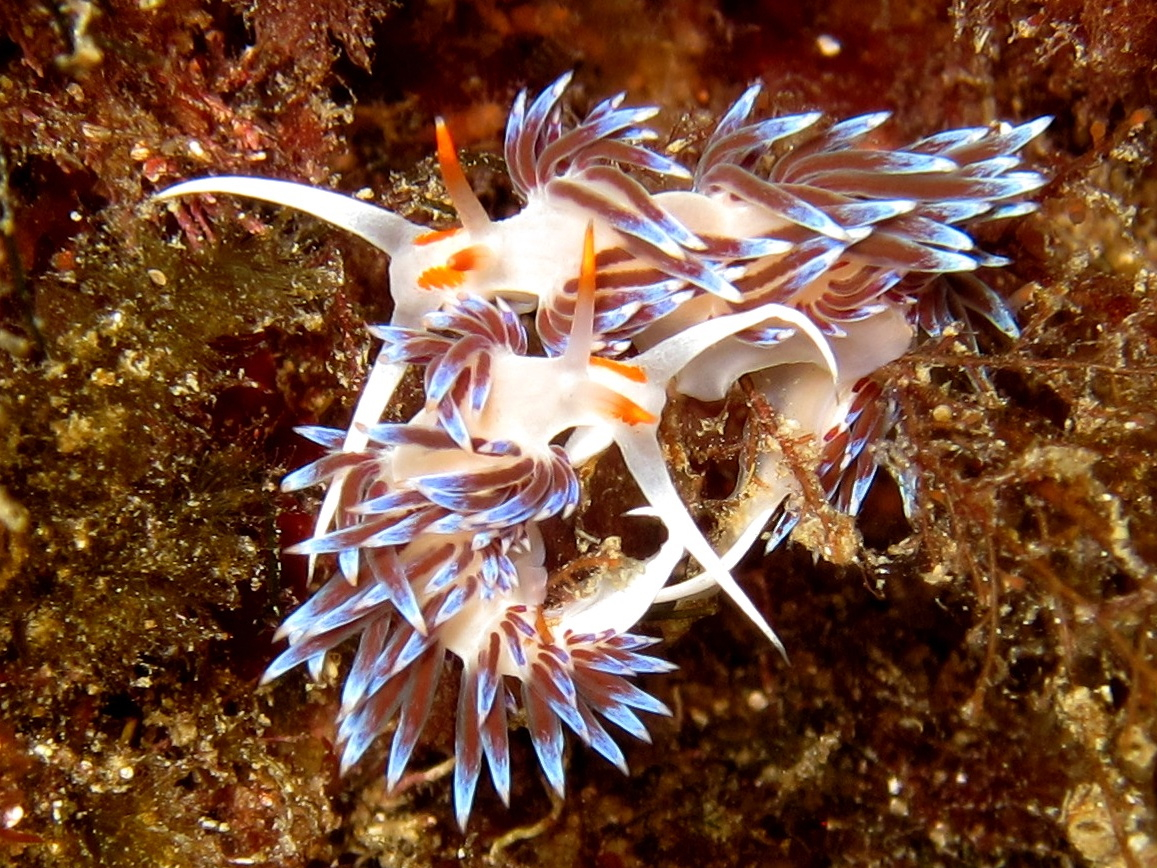
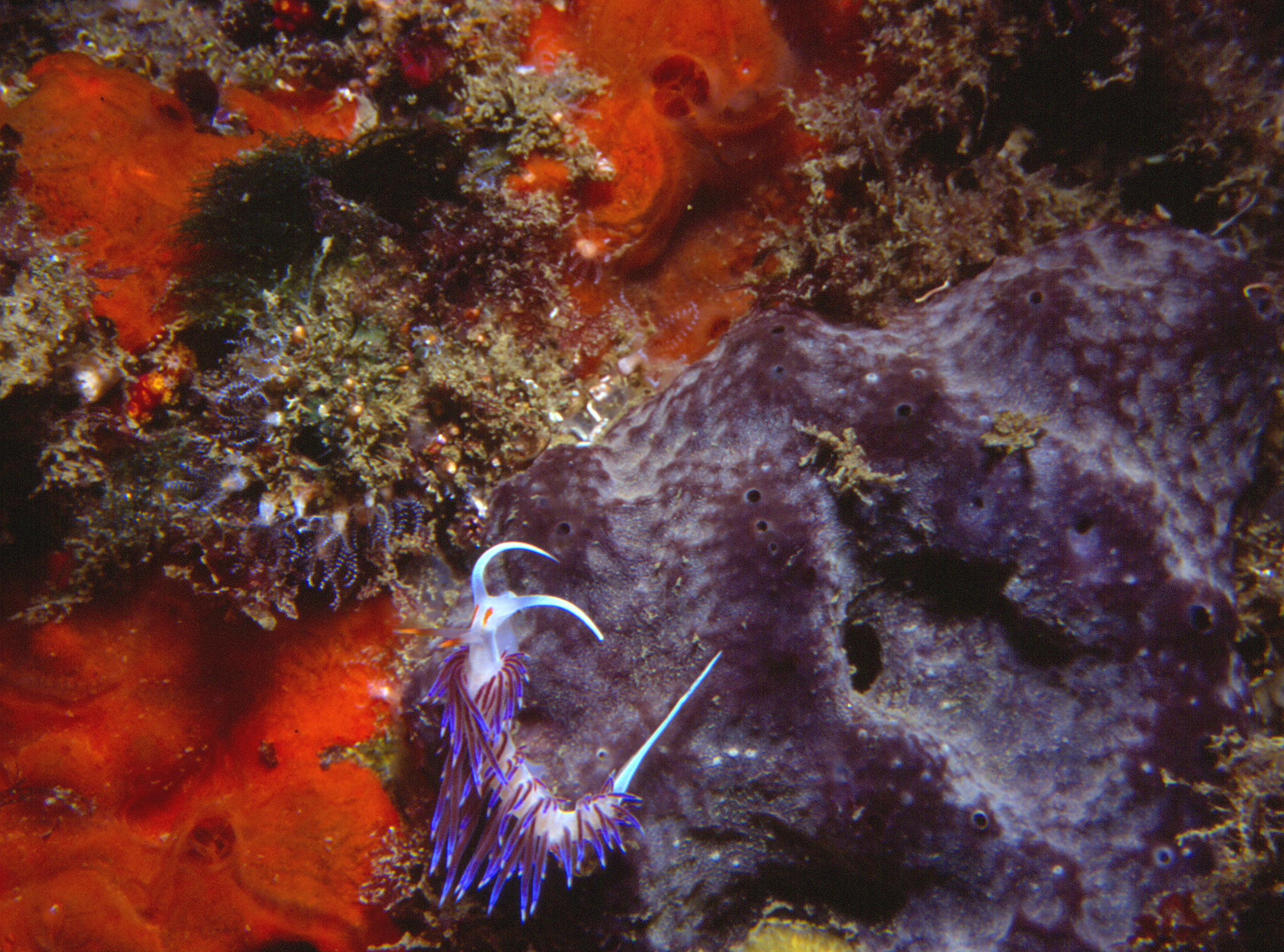